# Heterorhabdus fistulosus
Heterorhabdus fistulosus är en kräftdjursart som beskrevs av Tanaka 1964. Heterorhabdus fistulosus ingår i släktet Heterorhabdus och familjen Heterorhabdidae. Inga underarter finns listade i Catalogue of Life.